# 南充地区
南充地区，中华人民共和国旧地区名，即今地级南充市的前身，位于四川省中北部，地区行政公署驻南充市，人口約七百萬。管辖区域大抵于清朝顺庆府与中华民国四川省第十一行政督察区，中华人民共和国成立后，为川北行署区和四川省之南充专区。

## 沿革
- 1950撤消四川省，建立川东、川南、川西、川北4个省级行署区。川北行署区辖南充市和南充专区、遂宁专区、剑阁专区、达县专区。南充专区辖南充市（行署和专区驻地）、南充县、西充县、南部县、仪陇县、营山县、蓬安县、武胜县、岳池县。
- 1952年，撤消行署区，川北行署区也随之消失，但仍然保留专区建制。
- 1953年3月10日，撤销大竹专区，将所属的广安县划归南充专区管辖。撤销广元专区，所属的苍溪和阆中两县划归南充专区管辖。
- 1968年，南充专区更名南充地区。
- 1978年11月10日，取广安县和邻水县部分地，设立华云工农示范区（县级，当时四川省共有4个工农示范区，后来保留并建立县级单位的只有此区)。
- 1985年2月4日，撤销华云工农区，设立县级华蓥市。至此，南充地区辖2市11县，为历史管辖最大范围。
- 1986年1月，苍溪县划属广元市。
- 1991年1月，撤消阆中县，建立县级阆中市。
- 1993年7月2日，撤销南充地区、县级南充市、南充县，设立地级南充市。原县级南充市和南充县境分设顺庆区、高坪区、嘉陵区3区，市政府驻地顺庆区。析南充地区的华蓥市、广安县、岳池县、武胜县和达县地区的邻水县，设立广安地区。